# هوانگ هی چان
هوانگ هی چان (کره‌ای: 황희찬؛ زادهٔ ۲۶ ژانویهٔ ۱۹۹۶) یک بازیکن فوتبال اهل کره جنوبی است که در پست مهاجم برای باشگاه فوتبال ولورهمپتون در لیگ برتر انگلیس بازی می‌کند.
از باشگاه‌هایی که در آن بازی کرده‌است می‌توان به ردبول زالتسبورگ اتریش ، لایپزیگ آلمان و تیم ملی فوتبال زیر ۲۳ سال کره جنوبی اشاره کرد.
وی همچنین در تیم ملی فوتبال کره جنوبی بازی کرده‌است.